# Gemenefkhonsbak
Gemenefkhonsbak là một vị vua Ai Cập cổ đại của Tanis dưới thời vương triều thứ 25.

## Tiểu sử
Có ít thông tin được biết đến về ông. Theo Kenneth Kitchen, ông đã cai trị Tanis từ khoảng năm 700 tới khoảng năm 680 TCN một thời gian sau khi triều đại của vị pharaoh Tanit cuối cùng của vương triều thứ 22, Osorkon IV, kết thúc vào khoảng năm 716 TCN. Giống như nhiều vị tổng đốc khác của khu vực châu thổ sông Nile, ông đã tự xưng làm vua và sử dụng một tước hiệu hoàng gia.
Vị vua kế vị ông là vua của Tanis có thể là Sehetepibenre Pedubast.

## Chứng thực
Chỉ có một vài công trình kỷ niệm có tên của ông được tìm thấy. Nổi bật nhất trong số đó là tấm bia đá viết bằng chữ thầy tu đến từ Heliopolis và ngày nay nằm tại Museo Egizio ở Turin; trên tấm bia đá này, nhà vua được miêu tả đang đâm một người ngoại quốc nằm dưới đất bằng ngọn giáo phía trước thần Osiris. Theo Miroslav Verner, một con dấu hình bọ hung không rõ nguồn gốc xuất xứ được đọc là Shepeskare, mà vốn được Flinders Petrie quy cho thuộc về pharaoh Shepseskare của vương triều thứ Năm vào đầu thế kỷ thứ 20, thay vào đó có thể thuộc về Gemenefkhonsbak.